# 低アルコール飲料
低アルコール飲料（ていアルコールいんりょう）は、
1. アルコール飲料のうちアルコール分が低いもの。決まった定義は無いが、アルコール分が10%未満のものを指す。
2. 度数にして1%未満のアルコールを含む飲料。これらは通常ノンアルコール飲料またはローアルコール飲料と呼ばれる。

ただし、ノンアルコール飲料は酒税法上はアルコール飲料に分類されないため、一般的には前者の方を低アルコール飲料とする定義がほとんどである。

## 分類
低アルコール飲料は大きく以下の二つに分類できるが、ビールのアルコール飲料を含まない後者（チューハイ、サワーなど）だけを「低アルコール飲料」として扱う場合も多い。
- ビール、発泡酒、第三のビール
- 醸造酒、蒸留酒、チューハイ、サワー、カクテル

缶・瓶入りのアルコール飲料として市販される場合は酒税法上のビール、発泡酒、その他の雑酒、リキュール類、スピリッツ類、甘味果実酒などに分類される。

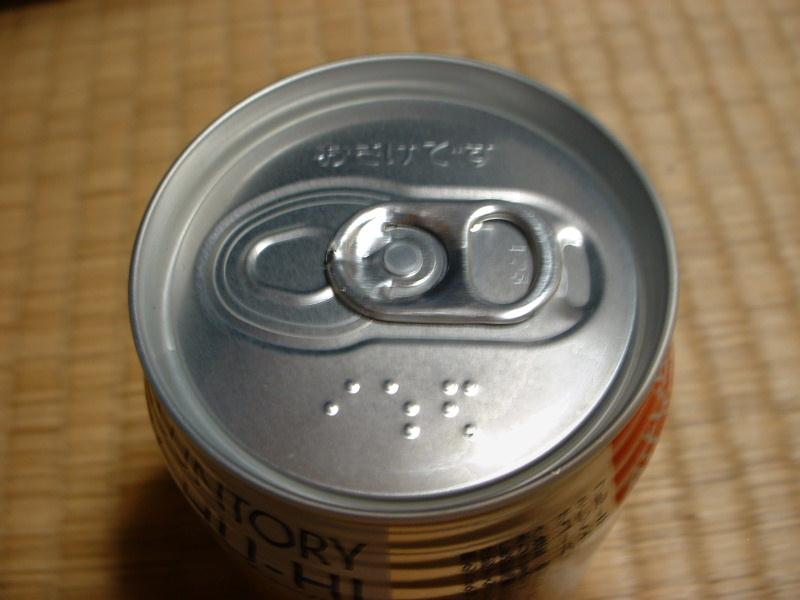
「おさけ」の点字表記

特にチューハイ、サワーのような低アルコール飲料の場合、缶のデザインに果物をあしらっているものが多く、また、ビール系飲料と異なり、商品名からお酒を連想しにくいことから、清涼飲料水と誤って購入・誤飲するケースもあり、缶ふた・側面に「お酒である」旨の記載がされている。